# Noémie Koechlin
Pour les articles homonymes, voir Koechlin, Famille Koechlin et Famille Langevin.
Noémie Koechlin, née le 10 décembre 1927, est une biologiste française, spécialiste en biologie marine. Elle est également l'éditeur des œuvres complètes de Jules Grandjouan, dessinateur anarchiste libertaire, son grand-père maternel.

## Biographie
Née en 1927, Noémie Langevin est la fille de Jean Langevin, professeur de physique au lycée Henri-IV à Paris, et d'Edwige Grandjouan, professeure d'arts plastiques.

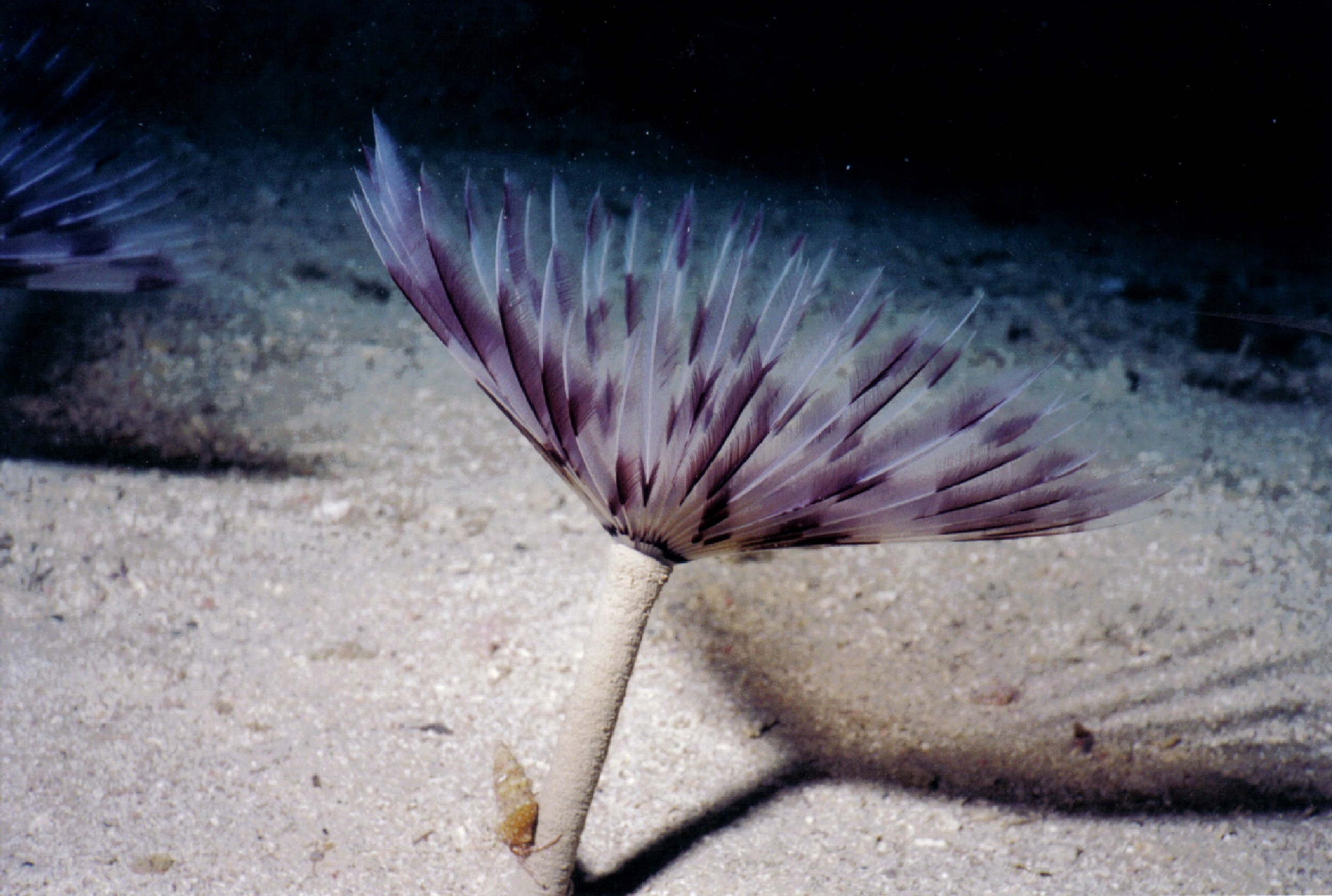
Sabella pavonina

Elle poursuit des études de biologie à la Faculté des sciences de Paris. Dans les années 1960, elle travaille pendant un an à l'université et à l'hôpital à New York. En 1971, elle soutient une thèse en biologie marine sur l'étude d'un ver marin, Sabella pavonina.
Elle travaille notamment en collaboration avec les chimistes Judith Polonski, directrice de recherche au CNRS, et Jeannette Varenne, au sein de l'Institut de chimie des substances naturelles de Gif-sur-Yvette. Elle est ensuite enseignante en biologie à l'université Pierre-et-Marie-Curie et chercheuse au département de biologie cellulaire et moléculaire du CEA, jusqu'à sa retraite.
Elle épouse Yves Koechlin, chercheur au CEA et fils du compositeur Charles Koechlin, en 1949. Ils ont deux enfants, Laurent Koechlin, astronome à l'Université de Toulouse, et Marianne Koechlin, céramiste.
Noémie Koechlin est par son père la petite-fille du physicien Paul Langevin (1872-1946), et par sa mère la petite-fille du dessinateur anarchiste libertaire Jules Grandjouan (1875-1968).

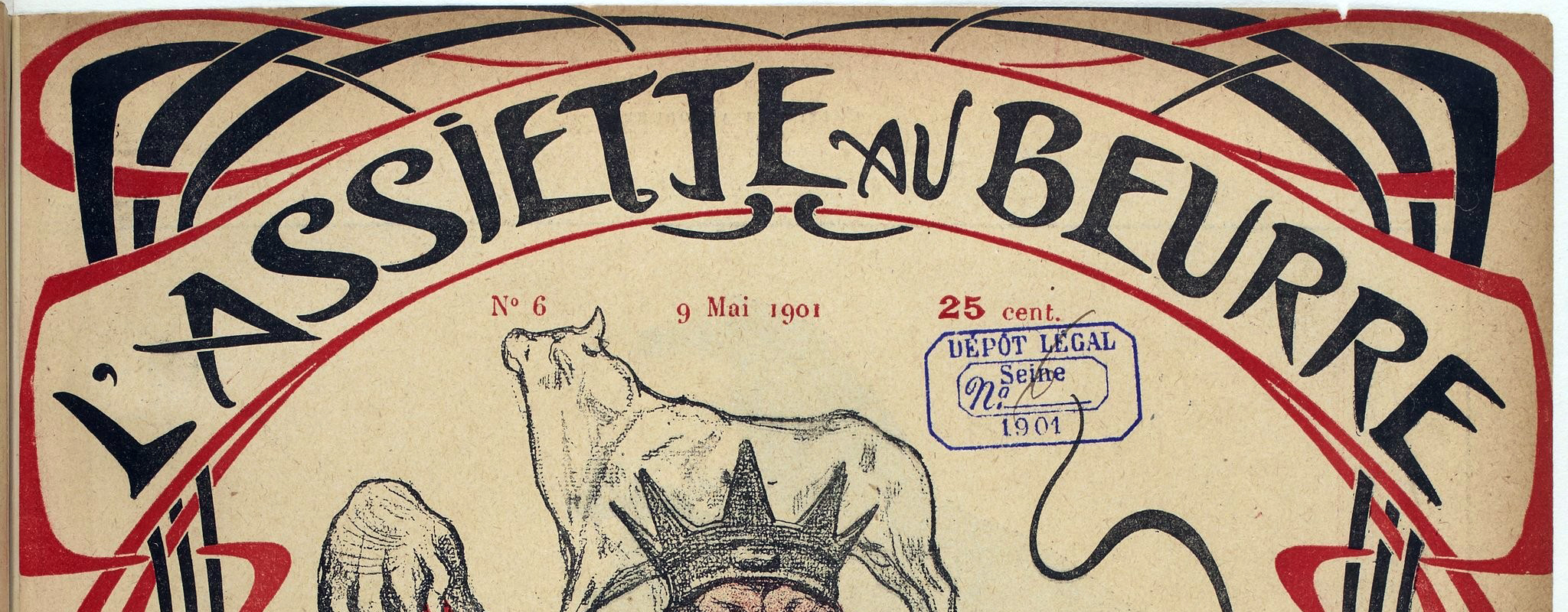
L'Assiette au beurre.

À partir des années 1990, elle s'investit dans l'édition des œuvres complètes de Jules Grandjouan, son grand-père maternel, ainsi que dans la création et la publication de divers ouvrages en lien avec ce dernier, notamment ses dessins illustrant L'Assiette au beurre ou représentant la danseuse Isadora Duncan.

## Publications

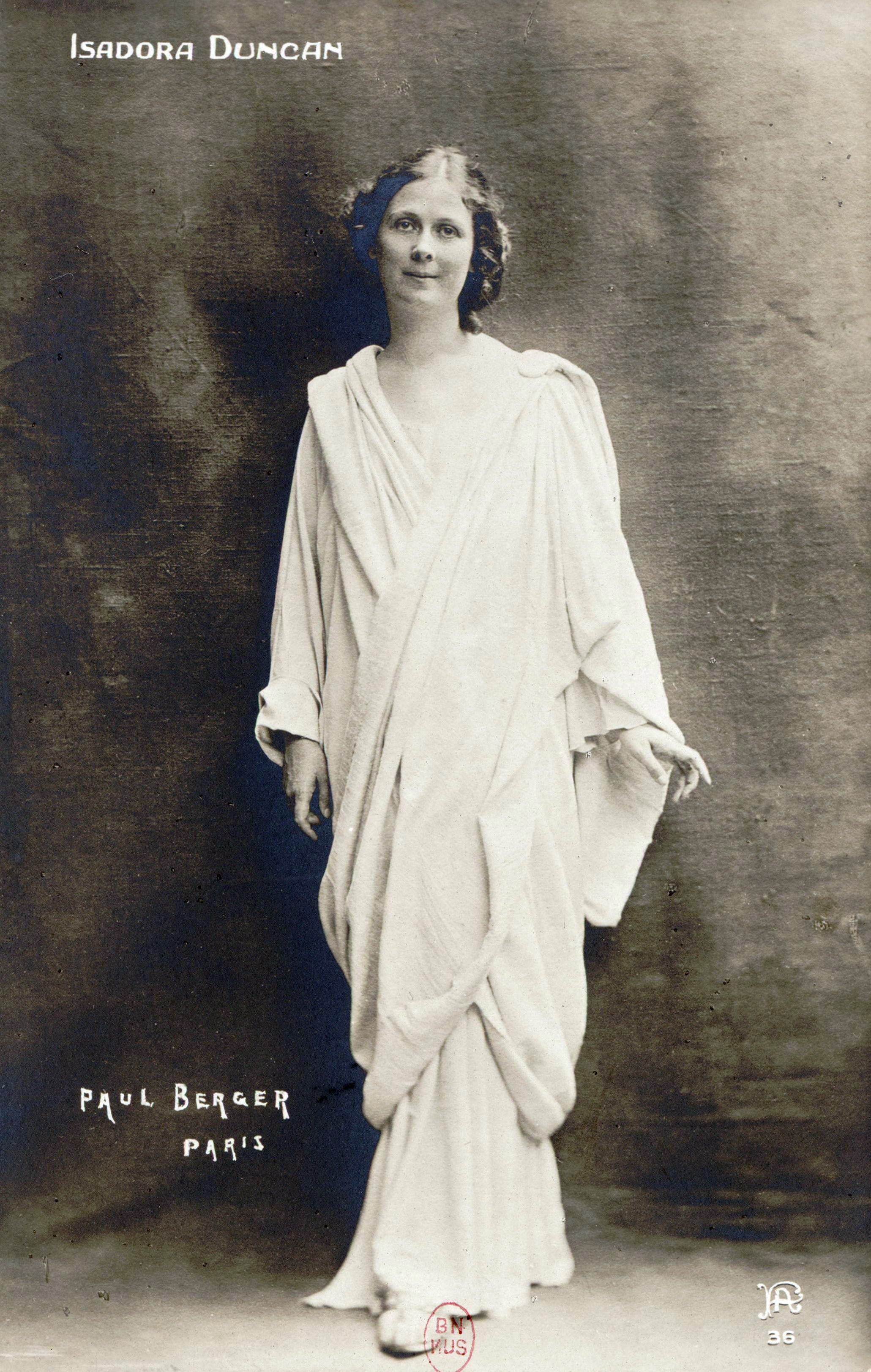
Isadora Duncan vers 1900.

Outre les articles scientifiques publiés dans le cadre de ses travaux, Noémie Koechlin est l'autrice des ouvrages correspondant à l'inventaire de l'œuvre de Jules Grandjouan (conduit de 1995 à 2003) ainsi que leur éditrice :
- Portraits de famille dessinés ou peints par Jules Grandjouan, Noémie Koechlin, Paris, 1995, 34 pages (vol. 1 de l'inventaire).
- Les ouvriers et les métiers, et Mes juges, Coiffard, Nantes, 1996, 87 pages (vol. 2 de l'inventaire).
- Vendée et Bretagne, Coiffard, Nantes, 1997, 76 pages (vol. 3 de l'inventaire).
- À Nantes, Noémie Koechlin, Paris, 1998, 152 pages (vol. 4 de l'inventaire).
- Dessins et textes de Jules Grandjouan, affichiste, Noémie Koechlin, Paris, 1999, 108 pages (autre forme du titre : Jules Grandjouan, affichiste) (vol. 5 de l'inventaire).
- Jules Grandjouan dessine Isadora Duncan et l'Égypte et Venise, Noémie Koechlin, Paris, 2000, 144 pages (vol. 6 de l'inventaire).
- Dessins et légendes de Jules Grandjouan dans l'Assiette au beurre, Noémie Koechlin, Paris, 2001, 208 pages.
- Jules Grandjouan, 1875-1968 : dessinateur de presse et illustrateur, Noémie Koechlin, Paris, 2003, 348 pages (vol. 9 de l'inventaire).

## Expositions
Noémie Koechlin participe notamment à l'organisation des expositions suivantes :
- « Grandjouan dessine Duncan » présentée au Centre national de la danse du 8 avril au 24 juin 2005[5].
- « Isadora Duncan dansant par Jules Grandjouan » présentée au Musée d'Arts de Nantes du 17 janvier au 29 avril 2019[8].

## Filmographie
- Jules Grandjouan par ses petits-enfants, images animées, entretiens par Fabienne Dumont, avec la participation de Noémie Koechlin, Jean-Marie Grandjouan, Bernard Langevin et Sylvestre Langevin, réalisé par Jean-Claude Mouton, Nanterre, MHC/BDIC, prod., distrib., cop., 2001.
- Entretien filmé avec Noémie Koechlin racontant son grand-père, Jules Grandjouan, réalisé par Jean-Claude Mouton, entretien par Fabienne Dumont, Nanterre, Bibliothèque de documentation internationale contemporaine (BDIC), 2001.
- Jules Grandjouan raconté par Noémie Koechlin, sa petite-fille, dans l'émission Artracaille, 29 janvier 2019.